# 6337 Сіота
6337 Сіота (6337 Shiota) — астероїд головного поясу, відкритий 26 жовтня 1992 року.
Тіссеранів параметр щодо Юпітера — 3,208.
Названо на честь Сіоти (яп. しおた(塩田) сіота).